# 阿爾湖
51°54′15″N 85°51′13″E / 51.90417°N 85.85361°E

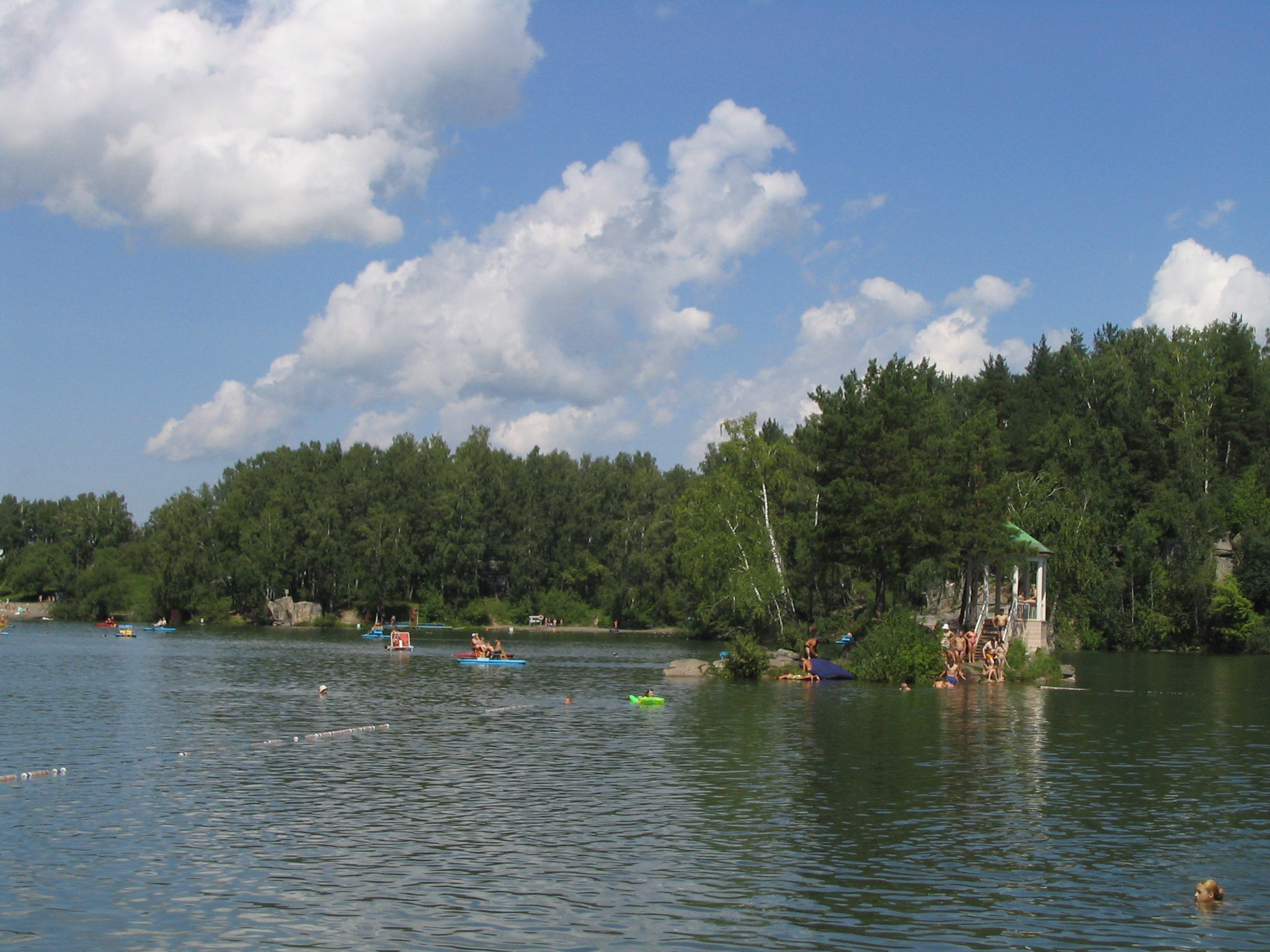

阿爾湖（俄语：Ая），是俄羅斯的湖泊，位於該國南部，由阿爾泰邊疆區負責管轄，長0.409公里、寬0.19公里，面積0.09平方公里，海拔高度280米，最大水深21.7米。